# Böller und Brot
Böller und Brot ist eine deutsche Künstlergruppe und Produktionsgesellschaft aus Stuttgart. Sie besteht aus den Filmemacherinnen Sigrun Köhler und Wiltrud Baier. Ihre Kinodokumentarfilme, Videoarbeiten und Daumenkinos wurden mit zahlreichen Preisen und Stipendien geehrt, unter anderem dem Grimme-Preis 2012 für den Dokumentarfilm Alarm am Hauptbahnhof – Auf den Straßen von Stuttgart 21.
2004 realisierten sie das 1. Internationale Daumenkinofestival an der Akademie Schloss Solitude.
Sigrun Köhler und Wiltrud Baier haben an der Filmakademie Baden-Württemberg in Ludwigsburg studiert, nachdem Köhler in Schwäbisch Hall eine Ausbildung zur Druckvorlagenherstellerin und Baier in München eine Lehre zur Konditorin absolvierte.

## Filme
- 2001: How Time Flies
- 2002: Schotter wie Heu
- 2007: Der große Navigator
- 2011: Alarm am Hauptbahnhof – Auf den Straßen von Stuttgart 21
- 2013: Where’s the Beer and When Do We Get Paid?
- 2015: Wer hat Angst vor Sibylle Berg?
- 2019: Narren